# جينو فينزي
جينو فينزي (بالمجرية: Vincze Jenő) (20 نوفمبر 1908 – 1988) لاعب كرة قدم مجري راحل كان يجيد اللعب في خط الهجوم.
لعب طوال مسيرته الرياضية في أندية ديبريسيني (1925-1927) ديبريسيني بوسكاي (1927-1934) أويبست (1934-1944).
مثل منتخب المجر في 25 مباراة مسجلا 8 أهداف (1930-1939). شارك مع منتخب المجر في بطولة كأس العالم 1934 في إيطاليا حيث خرج من الدور الربع النهائي وفي بطولة كأس العالم 1938 في فرنسا حيث احتل المركز الثاني.
تولى تدريب أندية أويبست (1947-1948) فأساس إيزو (1955) سيرفيت (1957-1959) بازل (1959-1961) فورث (1961-1964) نورمبرغ (1966-1967) تشفينفورت (1967-1971) بايريوث (1971-1975).

## وصلات خارجية
- جينو فينزي على موقع الاتحاد الدولي (مؤرشف)  (الإنجليزية)
- جينو فينزي على موقع قاعدة بيانات كرة القدم.إي يو (الإنجليزية)
- جينو فينزي على موقع ناشيونال فوتبول تيمز (الإنجليزية)
- جينو فينزي على موقع Soccerway.com (الإنجليزية)
- جينو فينزي على موقع عالم كرة القدم.نت (الإنجليزية)
- سيرة ذاتية